# 分离原则 (公司法)
分离原则（德語：Trennungsprinzip (Gesellschaftsrecht)）是指不论具有法人资格的公司是由一个股东还是由多个股东组成，在法律上公司与其股东是分离的。这种分离体现在公司和股东关系的各个方面，两者之间无论是财产、权益方面，还是债务和责任方面都是分开的。换句话说，公司的财产、债务和其他权利义务与股东的财产、债务和其他权利义务分别属于两个不同的法律主体。正因为这一点，就像公司可以和第三人转让资产、开展交易一样，公司和其股东之间同样也可以转让资产、开展交易。也正因为这一分离原则，公司仅仅以其自身的财产对公司债权人负责，其股东对公司债务不承担任何清偿责任。

## 中华人民共和国
中华人民共和国相关法律中没有明确规定分离原则，但是这一原则的法律依据依然是中华人民共和国相关的法律规定。
它首先体现在《中华人民共和国民法通则》第37条规定的法人设立条件中。在该条规定中，除第一项要求“依法成立”以外，其他三项要求都确定了“分离原则”，无论是该条中有关“法人有必要的财产或者经费”、“有自己的名称、组织机构和场所”，还是“能独立承担民事责任”的规定，都间接表明：法人和其成员之间无论在财产方面，还是在组织机构及责任方面都是相分离的。除此之外，它还体现在《公司法》有关规范公司出资设立、资本维持的条款中。
因此，分离原则是中华人民共和国《公司法》确认的一项基本原则。遵从这一原则，不仅是中华人民共和国社团组织获取法人资格的一个最基本的前提条件；而且即使在它们获得法人资格以后，它们及其成员同样必须严格遵从这一原则。

## 德国
分离原则亦是德国法律对公司法人的要求。德国《有限责任公司法》第13条、《股份法》第1条明确规定，公司和其股东之间必须在法律上作出明确分离，公司法人和其股东必须在权利和义务方面实施严格的分离；这里涉及两方当事人，即一方为公司法人，另一方为其股东，双方均拥有独立的法律人格。因此，就各自权利和义务而言，法人和其股东之间的关系，就像它们与第三者之间的关系一样。只有公司的管理机构才有处分公司资产的权力；股东既不直接拥有公司资产的所有权，也不直接拥有其处分权。原则上，股东只有通过行使股东权利来参与公司的经营管理，分享其经营成果，如参与股息分配等。